# (3451) Méntor
(3451) Méntor es un asteroide perteneciente a los asteroides troyanos de Júpiter descubierto por Antonín Mrkos desde el Observatorio Kleť, cerca de České Budějovice, República Checa, el 19 de abril de 1984.

## Designación y nombre
Méntor recibió inicialmente la designación de 1984 HA1.
Más tarde, en 1993, se nombró por Méntor, un personaje de la mitología griega.

## Características orbitales
Méntor está situado a una distancia media de 5,125 ua del Sol, pudiendo acercarse hasta 4,76 ua y alejarse hasta 5,491 ua. Su excentricidad es 0,07135 y la inclinación orbital 24,66 grados. Emplea en completar una órbita alrededor del Sol 4238 días.

## Características físicas
La magnitud absoluta de Méntor es 8,4 y el periodo de rotación de 7,73 horas. Está asignado al tipo espectral X de la clasificación SMASSII.